# Dorota Heck
Dorota Heck (ur. 22 marca 1962) – polska historyk i krytyk literatury, profesor nauk humanistycznych.

## Życiorys
W 1985 ukończyła studia polonistyczne na Uniwersytecie Wrocławskim. Studiowała też filologię klasyczną. W 1988 rozpoczęła pracę w Wyższej Szkole Pedagogicznej w Opolu. W 1992 obroniła na Uniwersytecie Wrocławskim pracę doktorską Spór czy lament? Z problemów wartości w eseistyce polskiej lat 1957-1986 napisaną pod kierunkiem Wojciecha Głowali i rozpoczęła pracę na tej uczelni, w Instytucie Filologii Polskiej. W 2005 uzyskała stopień doktora habilitowanego na podstawie pracy "Bez znaku, bez śladu, bez słowa". W kręgu problemów duchowości we współczesnej literaturze polskiej. W 2015 otrzymała tytuł profesora nauk humanistycznych.
Od 2013 jest przewodniczącą jury Nagród Literackich Czterech Kolumn. W 2013 otrzymała wyróżnienie w konkursie o Nagrodę Literacką im. Józefa Mackiewicza za książkę Recenzje bez cenzury. W 2023 została odznaczona Srebrnym Krzyżem Zasługi.
Weszła w skład komitetu wspierającego kandydaturę Karola Nawrockiego na prezydenta RP w wyborach w 2025.

## Twórczość
Opublikowała m.in.:
- Spór czy lament? Wokół problemów aksjologicznych w eseistyce polskiej (1957-1986). Stanisław Ossowski, Jan Strzelecki, Antoni Kępiński, Henryk Elzenberg, Leszek Kołakowski, Zygmunt Kubiak, Mieczysław Jastrun, Zbigniew Herbert, Andrzej Kijowski, Ludwik Flaszen, Jan Błoński (Wrocław, 1996)
- W stronę morfologii kultury. Z paradoksów dyskusji o perspektywach literaturoznawstwa wobec tzw. końca teorii literatury (rekonesans) (Wrocław, 2001)
- Personalista w czasach kolektywizmu. O twórczości Andrzeja Kijowskiego (Wrocław, 2002)
- Kosmopolityzm i sarmatyzm. Antologia powojennego eseju polskiego (Wrocław, 2003) - wybór i opracowanie
- "Bez znaku, bez śladu, bez słowa". W kręgu problemów duchowości we współczesnej literaturze polskiej (Wrocław, 2004)
- Itinerariusz intruza. Od Witkacego do postmoderny à la polonaise (Wrocław, 2004)
- Four dilemmas. Theory, criticism, history, faith. Sketches on the threshold of literary anthropology (Kraków, 2010)
- Filologia i (jej) interpretacje (Wrocław, 2012)
- Recenzje bez cenzury (Lublin, 2015) - pod pseudonimem Maria Tarczyńska
- Topika, tren i tło. O poezji Wojciecha Wencla (Kraków, 2019)
- Genologiczne synergie. O eseistyce i beletrystyce w drugim dziesięcioleciu XXI w. (Lublin, 2020)
- Stanisław Lem. Fantastyka naukowa i fikcje nauki (Warszawa, 2021) - redakcja tomu
- Antropologia (nie)pewnego poety. Wokół twórczości Przemysława Dakowicza (Lublin, 2022)